# دنی جانسون (بازیکن فوتبال)
دنی جانسون (انگلیسی: Danny Johnson؛ زادهٔ ۲۸ فوریهٔ ۱۹۹۳) بازیکن فوتبال اهل بریتانیا است.
از باشگاه‌هایی که در آن بازی کرده‌است می‌توان به باشگاه فوتبال ترانمره راورز، باشگاه فوتبال کاردیف سیتی، باشگاه فوتبال گیتزهد، باشگاه فوتبال هروگیت تاون، باشگاه فوتبال استیونج، و باشگاه فوتبال رئال مورسیا اشاره کرد.